# Могилівська сільська рада
| Могилівська сільська рада — колишній орган місцевого самоврядування у Царичанському районі Дніпропетровської області з адміністративним центром у c. Могилів. Могилівська сільська рада розташована в південній частині Царичанського району Дніпропетровської області, за 10 км від районного центру. Сільській раді підпорядковані населені пункти: - c. Могилів |

## Склад ради
Рада складається з 20 депутатів та голови.

## Керівний склад сільської ради
| ПІБ                          | Основні відомості                                            | Дата обрання | Дата звільнення |
| ---------------------------- | ------------------------------------------------------------ | ------------ | --------------- |
| Дружко Валерій Володимирович | Сільський голова, 1965 року народження, освіта, безпартійний | 26.03.2006   | 31.10.2010      |
| Дружко Валерій Володимирович | Сільський голова, 1965 року народження, освіта вища          | 31.10.2010   |                 |

Примітка: таблиця складена за даними джерела

## Історія
Дніпропетровська обласна рада рішеннями від 21 червня 2013 року в Царичанському районі встановила межі Зорянської і Могилівської сільрад, відповідно до яких центр цих сільрад село Могилів розмежовано на дві частини згідно із затвердженим переліком вулиць і провулків. Одну з них (південну) включено в межі Зорянської, а другу — в межі Могилівської сільрад.

## Соціальна сфера
на території сільради знаходяться такі об'єкти соціальної сфери:
- Могилівська ЗОШ I—III ступенів;
- Могилівський дитячий садок — яслі «Ромашка»;
- Могилівська сільська амбулаторія загальної практики сімейної медицини;
- Могилівський будинок культури;
- Могилівська сільська бібліотека.